# Wacław Kiełczewski (kasztelan)
Wacław Kiełczewski herbu Pomian (zm. 5 lutego 1628) – kasztelan lądzki, biechowski i łęczycki.

## Rodzina
Rodzina Kiełczewskich pochodziła z Kiełczewa, w powiecie konińskim. Był jedynym senatorem w rodzinie. Syn Pawła i Małgorzaty nieznanej z nazwiska. Brat Piotra, skarbnika kaliskiego i Wojciecha (zm. 1615). Ożenił się z Anną Marianną a’Dolna.

## Urzędy i dobra majątkowe
Był dziedzicem dóbr majątkowych Morzyce. Początkowo pełnił obowiązki starosty wschowskiego od 1591 do 1595 roku oraz był deputatem do urządzenia praw w Prusach (1612). W 1607 roku był posłem na sejm z województwa łęczyckiego. Na sejmie 1616 roku wyznaczony z Senatu do lustracji m.in. dóbr stołowych Małopolski. W latach (1607-1613) sprawował urząd kasztelana biechowskiego. Następnie powołany został na stanowisko kasztelana lądeckiego (1613-20) i kasztelana łęczyckiego (1620). Od 1616 lustrator do Małopolski. Deputat z Senatu do wybierania kwarty w 1625 roku. Od 1627 pełnił obowiązki podkomorzego królewskiego.
Swoje dobra majątkowe: Morzyce sprzedał Trzebuchowskiemu (1619).